# Elizabeth Sutherland, 24. Countess of Sutherland

Wappen der Countess of Sutherland

Elizabeth Millicent Sutherland, 24. Countess of Sutherland (* 30. März 1921 in Chelsea, London; † 9. Dezember 2019 in London) war eine britische Peeress und parteilose Politikerin.
Sie war erblicher Chief des Clan Sutherland.

## Leben und Karriere
Sie wurde im März 1921 als Elizabeth Millicent Sutherland-Leveson-Gower als einziges Kind von Lord Alastair Sutherland-Leveson-Gower (1890–1921) geboren, dem jüngeren Sohn von Cromartie Sutherland-Leveson-Gower, 4. Duke of Sutherland. Ihre Mutter war Lord Alastairs Gattin Elizabeth Hélène Gardner Demarest (1892–1931), eine geschiedene US-Amerikanerin.
Ihr Vater starb am 28. April 1921 im Alter von 31 Jahren während einer Expedition in Rhodesien an einer Malariaerkrankung. Die Mutter heiratete 1931 den aus Russland stammenden Baron Georg von der Osten-Driesen, starb aber bereits drei Monate später. Elizabeth wurde daraufhin Mündel ihres Onkels George Sutherland-Leveson-Gower, 5. Duke of Sutherland. Beim kinderlosen Tod dieses Onkels am 1. Februar 1963 war sie dessen nächste Verwandte. Sie erbte daher dessen gesamtes Vermögen mit großen Ländereien in Sutherland inklusive Dunrobin Castle und auch den nachgeordneten Adelstitel eines Earl of Sutherland als 24. Countess of Sutherland. Der Duke-Titel und die übrigen nachgeordneten Titel ihres Onkels sind nur in der männlichen Linie vererbbar und fielen daher an John Egerton, 5. Earl of Ellesmere als 6. Duke of Sutherland. Noch im selben Jahr änderte sie ihren Familiennamen, der seit ihrer Eheschließung 1946 Janson lautete, zu Sutherland und ließ sich als Chief des Clan Sutherland anerkennen.
Sie war Direktorin des Sutherland Dunrobin Trust.
Sutherland war kein Mitglied der Hereditary Peerage Association.

## Mitgliedschaft im House of Lords
Mit dem Titel erbte sie auch den damals damit verbundenen Sitz im House of Lords. Im Hansard sind keine Redebeiträge im Parlament von ihr verzeichnet. Ihren Sitz verlor sie durch den House of Lords Act 1999. Für einen der verbleibenden Sitze stellte sie sich nicht zur Wahl. Auch bei späteren Nachwahlen trat sie nicht an. Sie war nicht im Register of Hereditary Peers verzeichnet.

## Familie
Sie heiratete am 5. Januar 1946 Charles Noel Janson (1917–2006). Mit ihm hatte sie vier Kinder:
- Alistair Charles St Clair Sutherland, 25. Earl of Sutherland (* 1947) ⚭ (1) Eileen Elizabeth Baker, ⚭ (2) Gillian Murray;
- Hon. Martin Dearman Sutherland (* 1947) ⚭ Mary Ann Balfour, Tochter des 1. Baron Balfour of Inchrye;
- Lady Annabel Elizabeth Helene Sutherland (* 1952) ⚭ John Vernon Bainton;
- Hon. Matthew Peter Demarest Sutherland (1955–1969).